# Forest of Dean Sculpture Trail

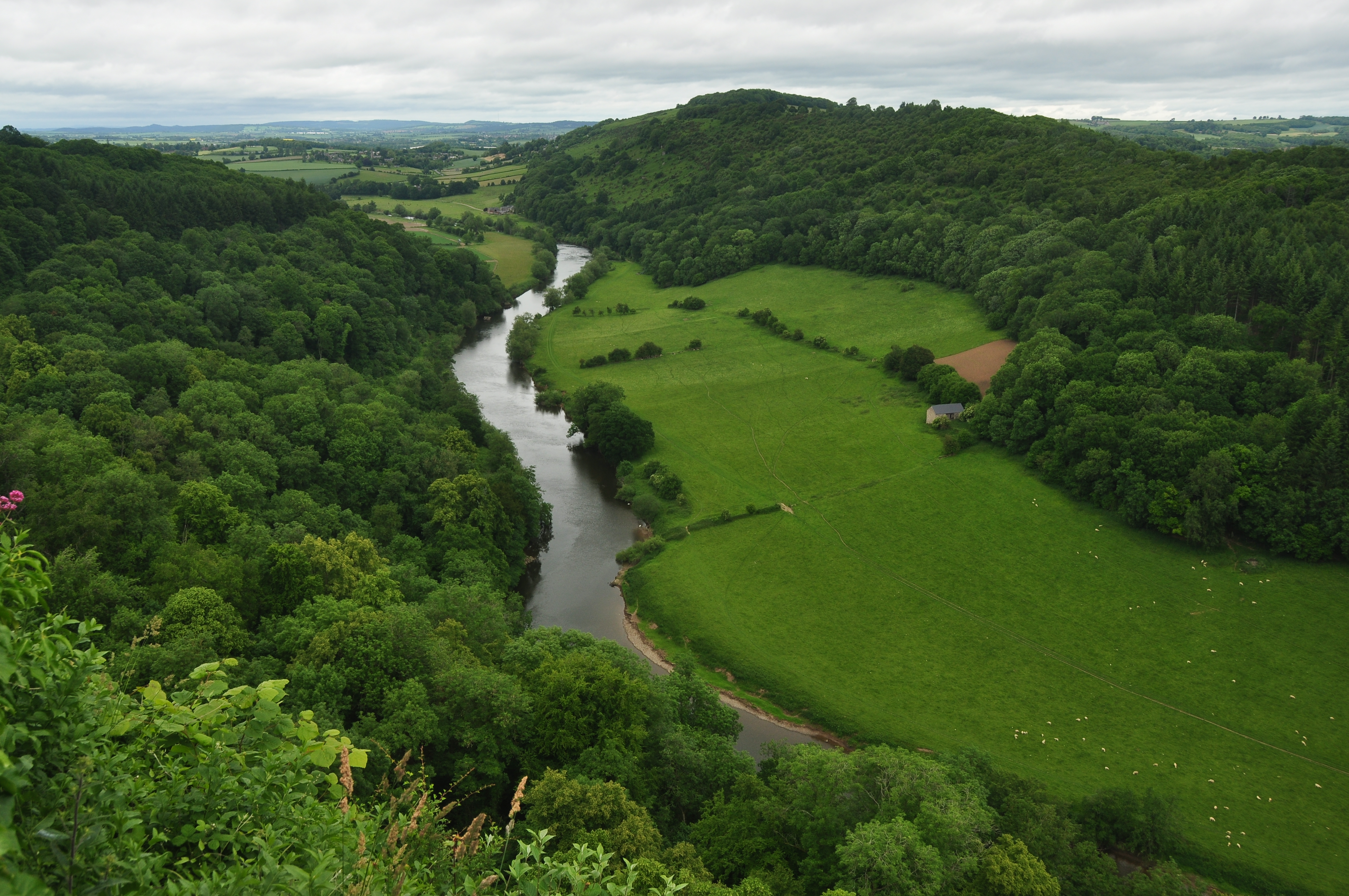
Zicht op het gebied

Het Forest of Dean Sculpture Trail is een beeldenroute in de regio Forest of Dean, gelegen tussen de rivieren Wye en Severn en de stad Gloucester in het Engelse graafschap Gloucestershire. Het merendeel der sculpturen is ter plekke gecreëerd en kan worden aangemerkt als land art. Door de gebruikte, natuurlijke materialen hebben de sculpturen veelal een korte levensduur, dan wel verkeren in een deplorabele staat en worden door de kunstenaar vervangen of verwijderd.

## Collectie
- Bruce Allan : Observatory (1988)
- Peter Appleton : Melissa's Swing (1986/1999)
- Kevin Atterton : Cathedral (1986)
- Reinhild Beutter : Farewell to the Forest (2001)
- Annie Cattrell : Echo II (2007)
- Miles Davies : House (1988)
- Carole Drake : Dead Wood (1995)
- Ian Hamilton Finlay : Grove of Silence (1986)
- Ian Hamilton Finlay : Vincennes (1986)
- Stuart Frost : Smoke Ring (1986/2000)
- Neville Gabie : Raw (2001)
- Magdalena Jetelová : Place (1986)
- Tim Lees : The Heart Of The Stone (1988)
- David Nash : Black Dome (1986)
- David Nash : Fire and Water Boats (1986)
- Cornelia Parker : Hanging Fire (1988)
- Peter Randall-Page : Cone and Vessel (1988)
- Sophie Ryder : Dear (1988/2001)
- Keir Smith : Iron Road (1986)
- Erika Tan : In Situ (2003)
- Ingemar Thalin : Life Cycle (2002)

## Verwijderde werken
- Peter Appleton : Wind Chimes (1986 tot 1987)
- Peter Appleton : Nine Evening Fireflies (1986 tot 1989)
- Zadok Ben-David : As There Is No Hunting To-morrow (1986 tot 1996)
- Andrew Darke : Sliced Log Star (Inside Out Tree) (1986 tot 1996)
- Stuart Frost : Bracken Ring, Bracken Knot (1986 tot ?)
- Liza Gough Daniels : Forest Column
- Yvette Martin : The Four Seasons (1986 tot 1987)
- Cornelia Parker : Falling Crowns, Unravelling Oak, Brackets (1988 tot 1990)
- Sophie Ryder : Crossing Place (1988 tot 1995)

## Fotogalerij

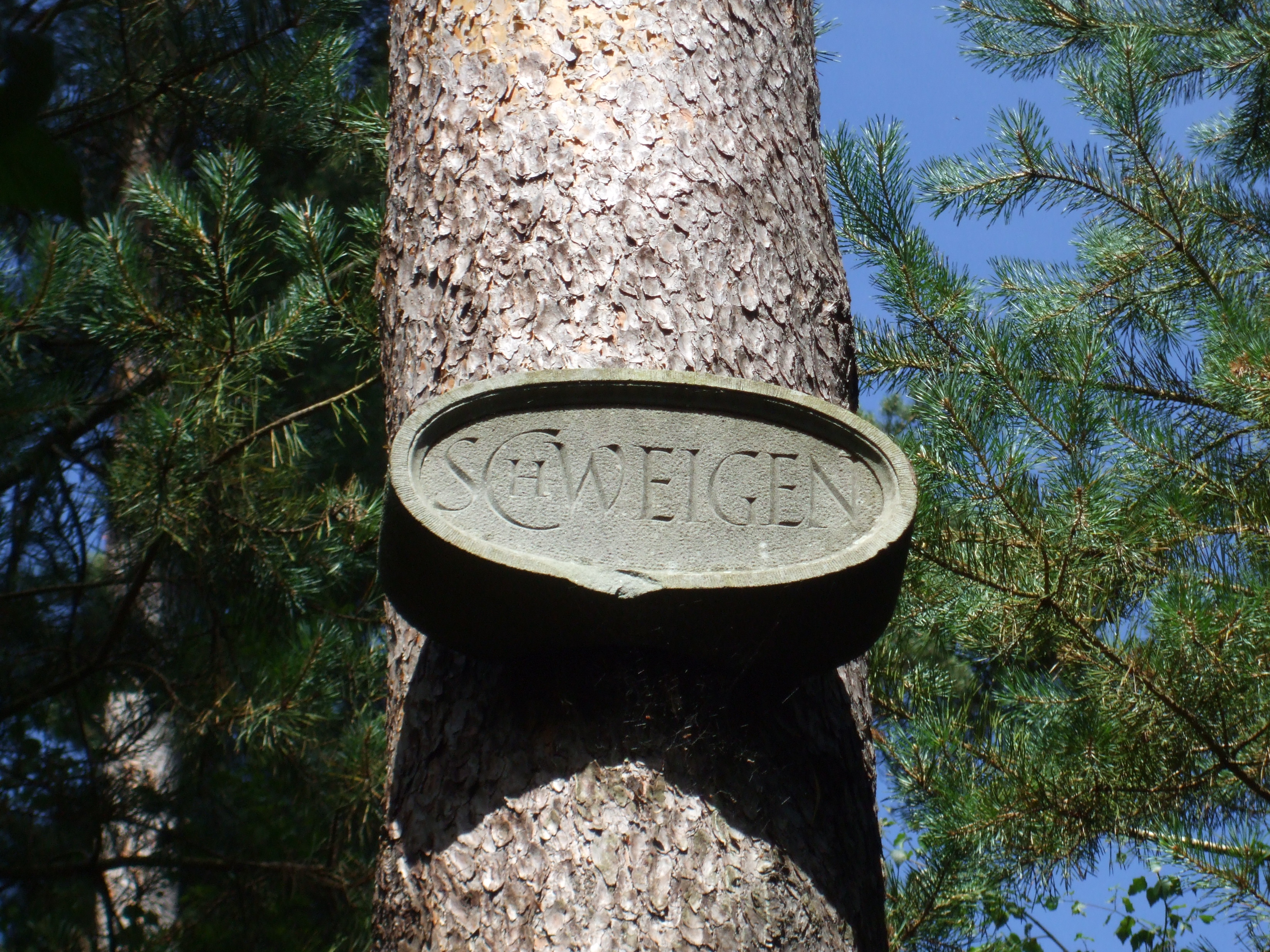
Grove of Silence
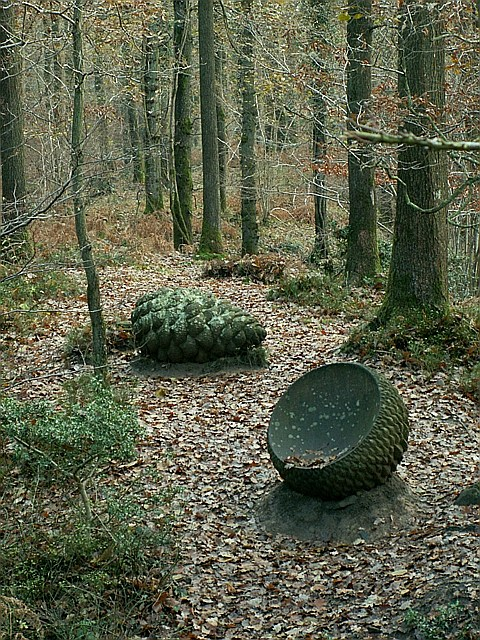
Cone and Vessel
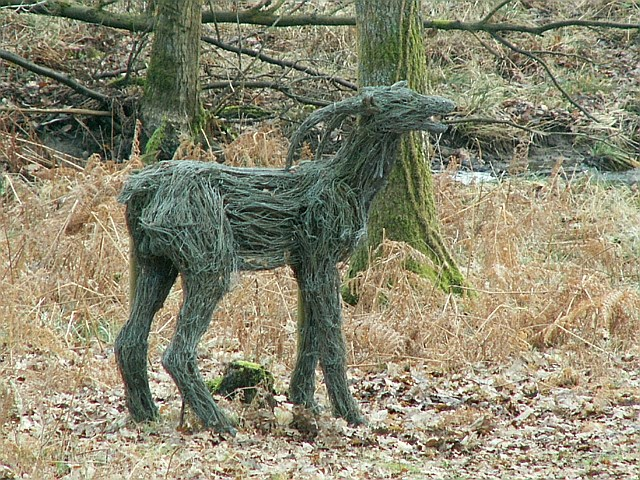
Dear
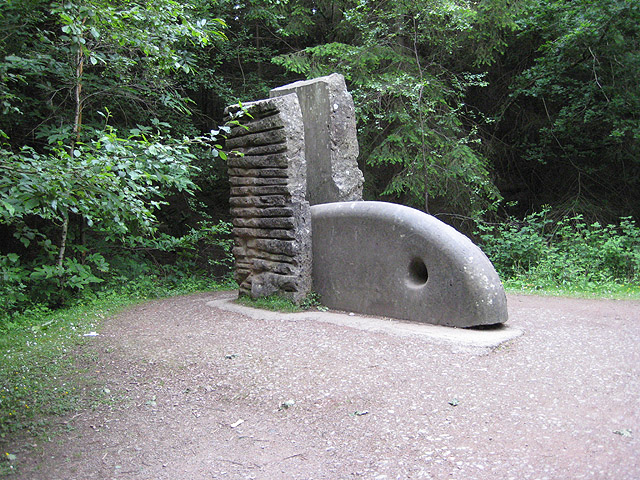
The Heart Of The Stone
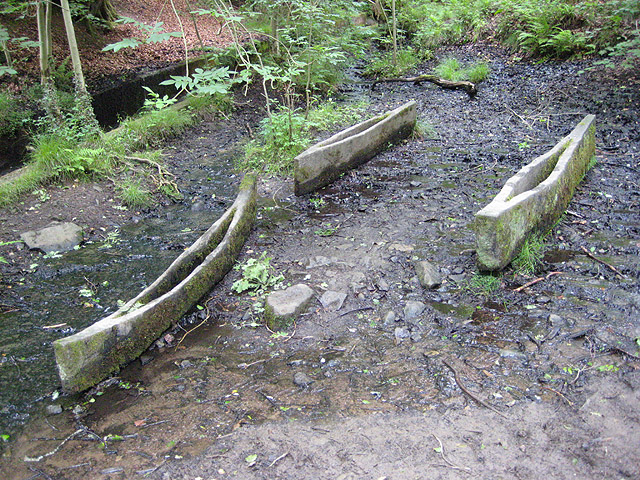
Fire and Water Boats
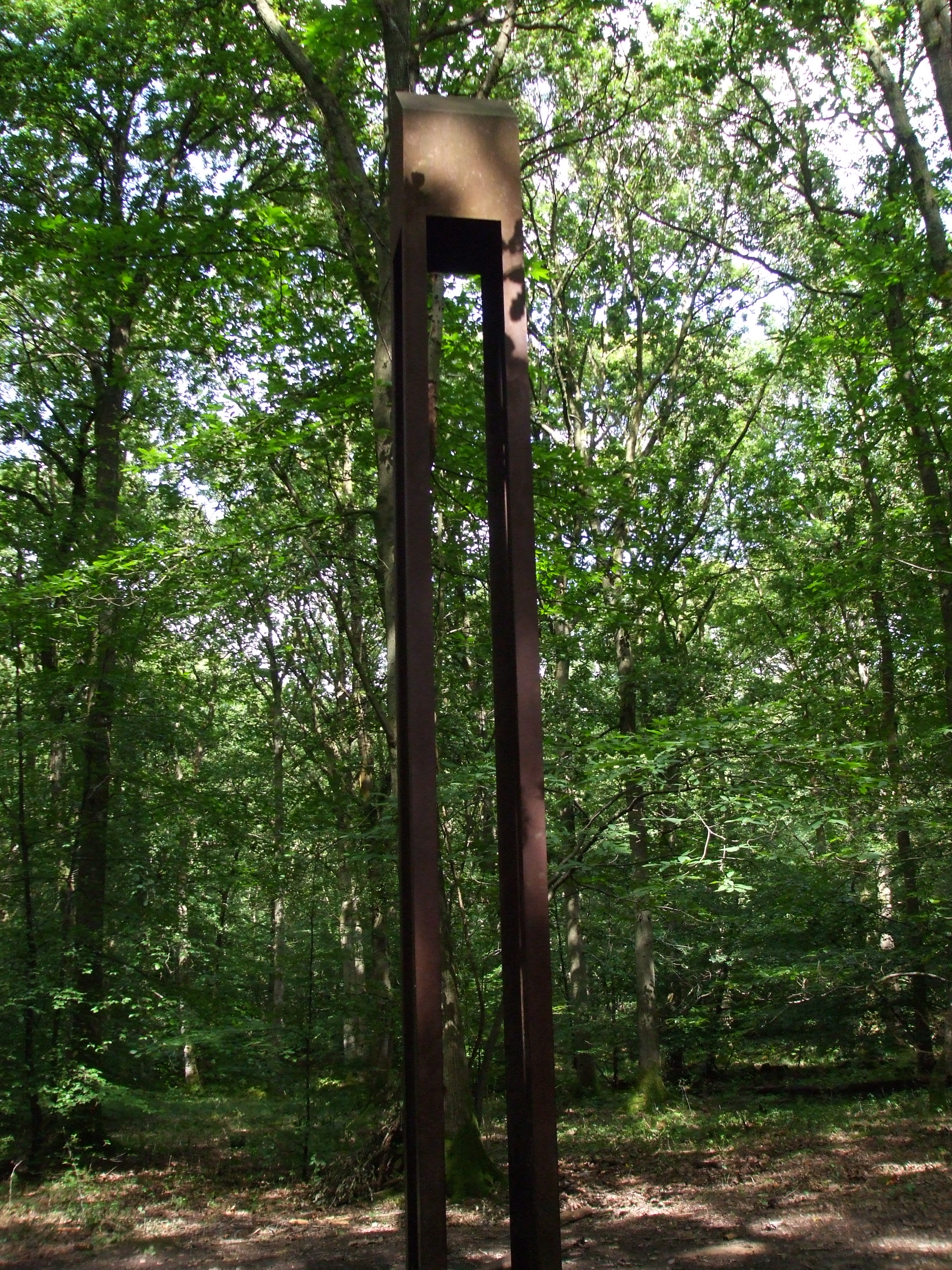
House
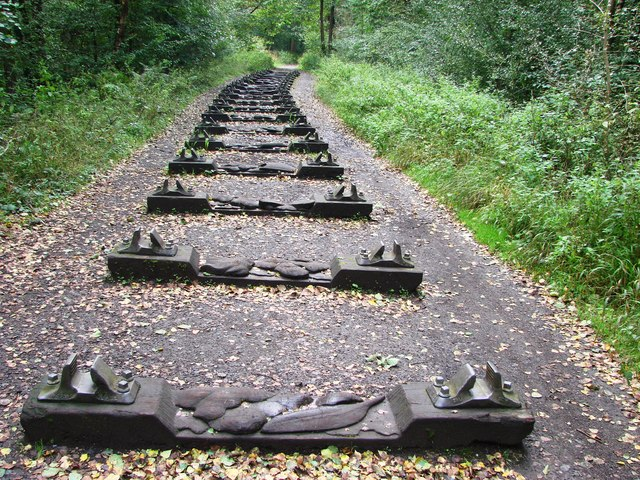
Iron Road
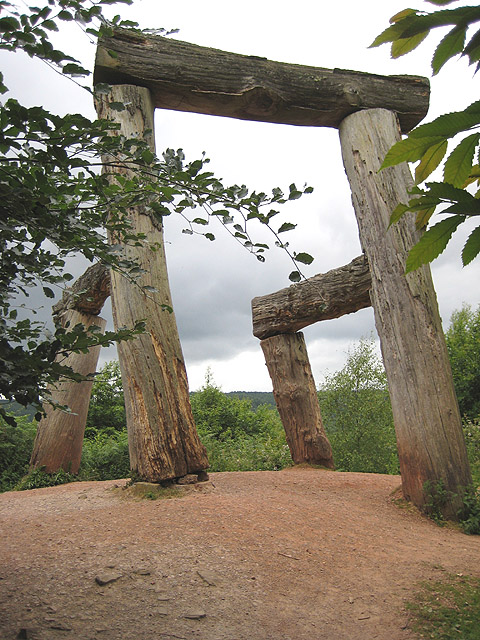
Place